# 古宇利大橋
古宇利大橋，日本沖繩縣橋梁，為沖繩縣道247號古宇利屋我地線的終點，連結國頭郡今歸仁村古宇利島與名護市屋我地島。

## 歷史
1996年，規劃了沖繩縣道247號古宇利屋我地線，開始興建古宇利大橋。原定在2002年通車，但因工程技術上的困難，延至2005年2月8日方才正式通車。它是沖繩縣境內第二長的橋樑，僅次於伊良部大橋。